# Linnaemya latigena
Linnaemya latigena là một loài ruồi trong họ Tachinidae.